# Gunnar Birgisson
Pour les articles homonymes, voir Birgisson.
Gunnar Ingi Birgisson, né le 30 septembre 1947 à Reykjavik et mort le 14 juin 2021,, est un ingénieur civil et un homme politique islandais.

## Biographie
Après avoir étudié à l'université Heriot-Watt d'Édimbourg (1978), il obtient un doctorat en ingénierie civile de l'université du Missouri à Columbia (1983). 

### Politique
Membre du Parti de l'indépendance, il est député de l'Althing de 1999 à 2003 pour Suðurnes et de 2003 à 2005 pour le Sud-Ouest. Il abandonne son siège lorsqu'il devient maire de Kópavogur, la deuxième ville d'Islande par la population, en 2005.